# Peter Ekner
Peter Ekner, död 1710 i Mogata församling, Östergötlands län, var en svensk häradshövding.

## Biografi
Peter Ekner var regementsskrivare vid Östgöta kavalleriregemente och slutade 14 juli 1698. Han blev häradshövding och avled 1710 på Kullerstad i Mogata socken.

### Familj
Ekner gifte sig 1 januari 1686 i Västervik med Catharina De Rees (död 1710), dotter till rådmannen Johan De Rees och Anna Hansdotter Bauman i Västervik. De fick tillsammans barnen häradshövdingen Peter Ekner (1689–1730), löjtnanten Johan Ekner (1693–1756) och Gertrud Ekner (1697–1776) som var gift med rådmannen Harvig Losch i Västervik.